# Karl James
Karl B. James, MBE (* 30. März 1967) ist ein ehemaliger antiguanischer Regattasegler.

## Sport
James nahm an den Olympischen Spielen 1996 in Atlanta und 2000 in Sydney teil. Im Dinghy kam er auf Rang 43 beziehungsweise Rang 39.
Er wurde anlässlich der New Year Honours 2020 als Member des Order of the British Empire ausgezeichnet.